# Струмок Блискучий
Струмок Блискучий — річка  в Україні, у Погребищенському й Липовецькому  районах Вінницької області, права притока Попового Ставу  (басейн Південного  Бугу).

## Опис
Довжина річки 5 км.

## Розташування
Бере  початок на північному заході від Сопина. Тече переважно на південний схід понад Шендерівкою і впадає у річку Попів Став, праву притоку Вільшанки.